# Via Baltica (Pilgerweg)
Die Via Baltica ist ein Teil des Jakobsweg (spanisch Camino de Santiago, galicisch: Camiño de Santiago). Er ist einer der Pilgerwege durch ganz Europa bezeichnet, die alle das angebliche Grab des Apostels Jakobus in Santiago de Compostela in Galicien (Spanien) zum Ziel haben. 

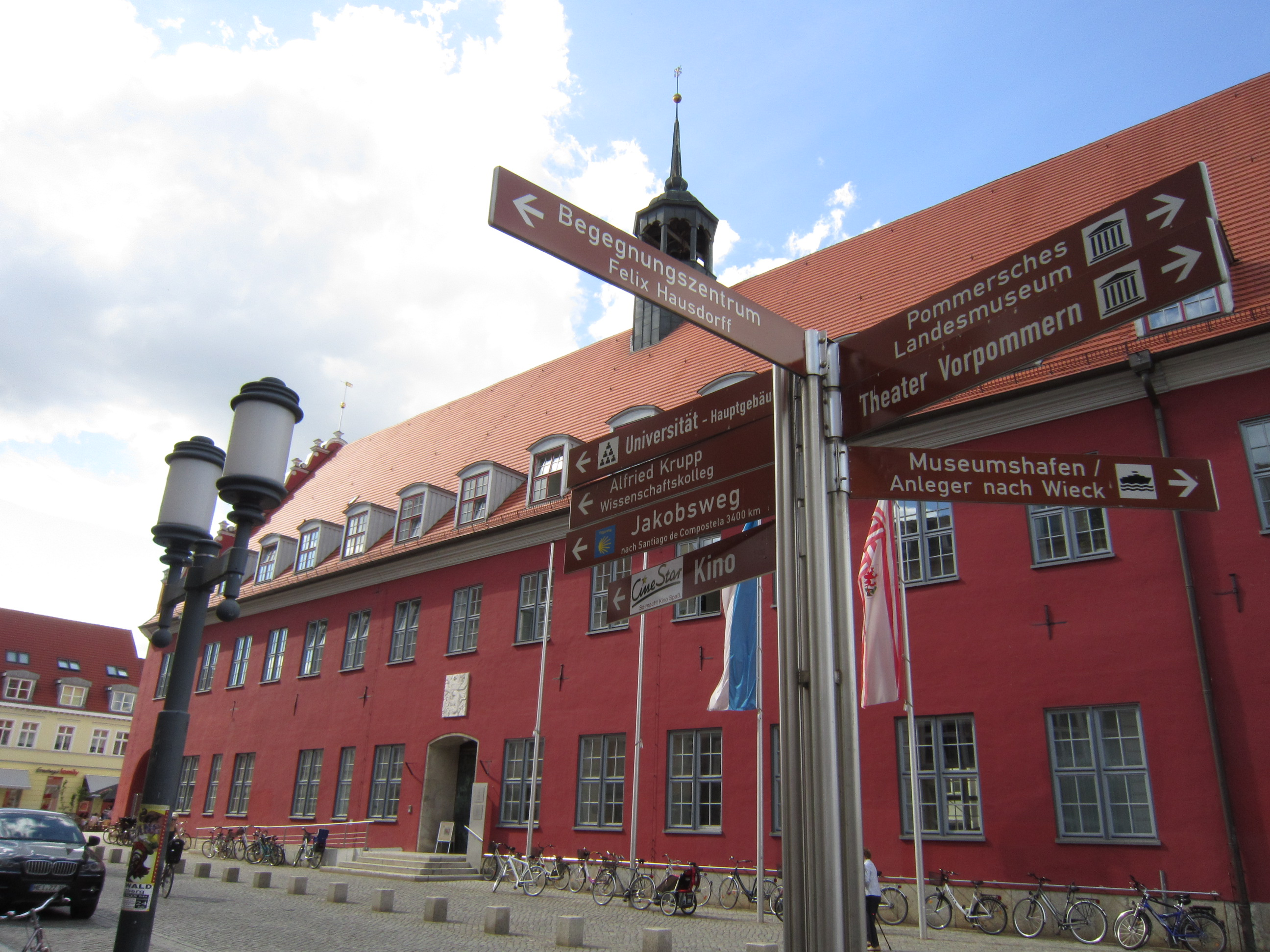
Wegweiser nach Santiago de Compostela beim Greifswalder Rathaus

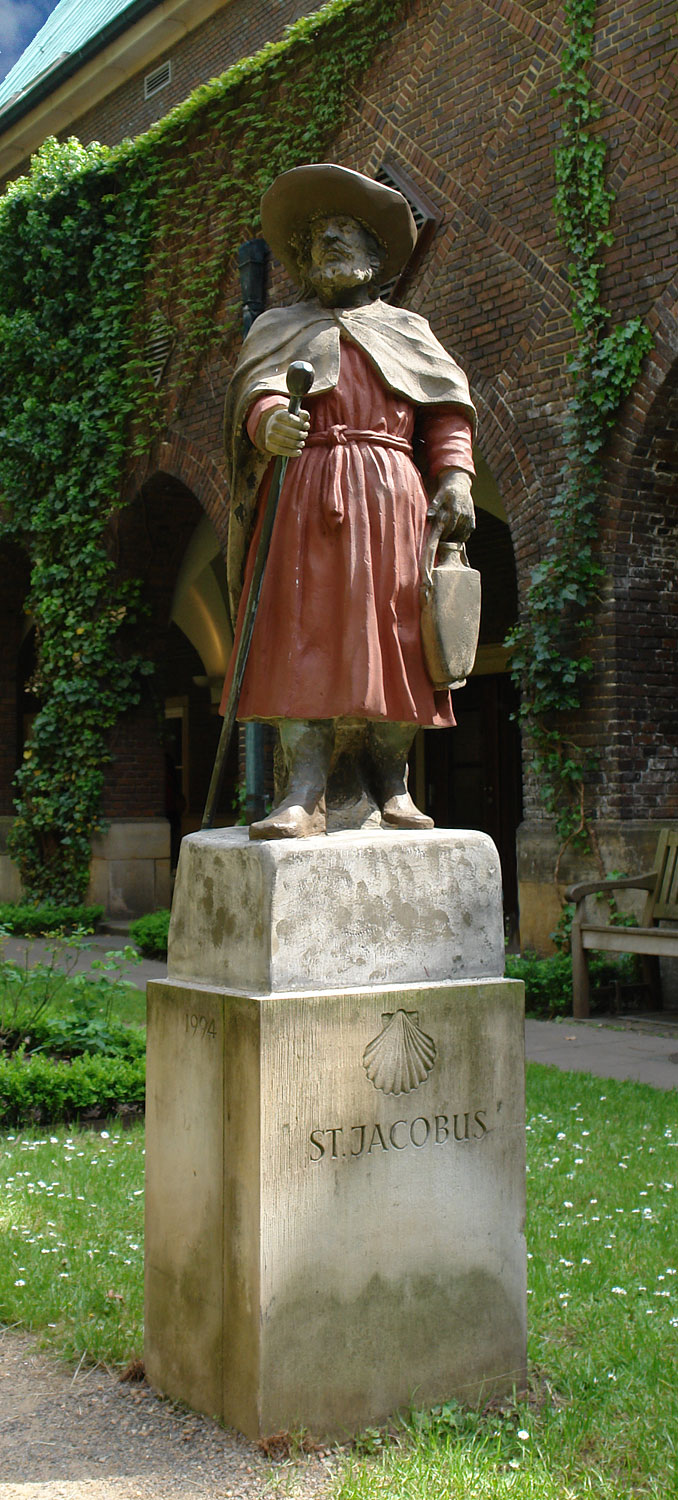
St. Jacobus im Bibelgarten des Bremer Doms

Die Jakobswege in Norddeutschland wurden im Mittelalter begangen und nach der Reformation nur noch wenig benutzt. Die Deutsche St. Jakobus-Gesellschaft entwickelt und kennzeichnet zusammen mit dem Freundeskreis der Jakobswege in Norddeutschland wieder die Hauptrouten. Seit 2005 werden die Wege der Jakobspilger in Norddeutschland mit den beiden Hauptstrecken Via Baltica von Usedom nach Osnabrück und Via Jutlandica von Frederikshavn nach Glückstadt, letztere in dänisch-deutscher Zusammenarbeit, erarbeitet.
Die Hauptroute der Via Baltica (Baltisch-Westfälischer Weg, Ostsee-Handelsstraße) beginnt auf Usedom und führt über Greifswald, Grimmen und Tribsees. In Tribsees ist die im 13. bis 15. Jahrhundert im Stil der norddeutschen Backsteingotik erbaute, nach dem heiligen Erzbischof von Canterbury Thomas Becket benannte, St.-Thomas-Kirche eine Pilgerstation. Von dort geht es über Rostock und Wismar nach Lübeck. 
Bereits in Rostock zweigt von der Via Baltica in südwestlicher Richtung ein Pilgerweg nach Perleberg ab, der über Bad Wilsnack, Havelberg, Tangermünde und Magdeburg letztendlich Anschluss an die Via Regia findet (siehe nächster Abschnitt).
Einen weiteren Zugangspunkt zu diesem Jakobsweg in Norddeutschland gibt es in der Hansestadt Lübeck an der Ostsee, wo mit den Koggen die Pilger aus Nord- und Nordosteuropa im Hafen anlandeten. Die Kirche St. Jakobi zu Lübeck und die mittelalterliche Gertrudenherberge sind Ziele der Pilger. Von Lübeck ist eine Route unter Benutzung des Hanseatenwegs entlang der Trave, des Stormarn-Wanderwegs, des Alsterwanderwegs (gelbe Pfeile mit P für Poppenbüttel und O für Ohlsdorf) nach Hamburg markiert. In Hamburg ist der Weg ebenfalls ausgezeichnet und führt vom Winterhuder Fährhaus über Leinpfad, östliche Außenalster, Lange Reihe zur Kirche St. Jacobi in der Nähe der Mönckebergstraße, weiter am Hamburger Rathaus, an der Kirchenruine St. Nicolai (heute Mahnmal für die Opfer des Weltkrieges und der Verfolgung) und dem Kleinen und Großen Michel vorbei zu den Landungsbrücken an der Elbe. Von dort führt der Weg zum Fischmarkt, Altonaer Rampe entlang des Elbuferwanderwegs zum Schulauer Fährhaus in Wedel, wo mit der Personenfähre Lühe-Schulau-Fähre über die Elbe nach Lühe übergesetzt wird. Zunächst wird die Station Lühe erreicht. Der mit der Jakobsmuschel gekennzeichnete Weg führt über den Lühedeich nach Steinkirchen und nach Horneburg. Der Pilger kann auch einen Umweg über Stade nehmen und trifft dort bereits auf die Via Jutlandica. Von Horneburg führt der Pilgerweg weiter über Harsefeld, Heeslingen, Zeven.
Die Via Jutlandica (Jütländischer Weg, Ochsenweg) von Flensburg, Schleswig, Rendsburg über Itzehoe zur Elbfähre Glückstadt–Wischhafen nach Stade ist eine Fortsetzung der Jakobswege aus Dänemark. Vor Zeven treffen sich die beiden Hauptrouten und führen gemeinsam nach Bremen. Von Lilienthal kommend geht es durch die Stadt seit Oktober 2010 auf geänderter Wegstrecke durch den Stadtwald und Bürgerpark in Richtung Weyhe. Die Bremer Wegstrecke beträgt jetzt 21 km, bis Santiago de Compostela sind es 3000 km. Der historische Jakobspilgerweg zwischen Bremen und Osnabrück wurde wiederbelebt und ist durchgehend beschildert. Die Strecke zwischen Wildeshausen und Osnabrück verläuft größtenteils über den Pickerweg, der früher auch als Handelsroute genutzt wurde.